# Variovorax humicola
Variovorax humicola es una bacteria gramnegativa del género Variovorax. Fue descrita en el año 2016. Su etimología hace referencia a habitante del suelo. Es aerobia y móvil por deslizamiento. Tiene un tamaño de 0,4-0,6 μm de ancho por 1,5-2 μm de largo. Forma colonias irregulares, elevadas y de color amarillo pálido en agar R2A. No crece en agar MacConkey. Temperatura de crecimiento entre 4-35 °C, óptima de 25-30 °C. Catalasa y oxidasa positivas. Se ha aislado de suelo de bosque en Corea del Sur. 